# 콩코랍토르

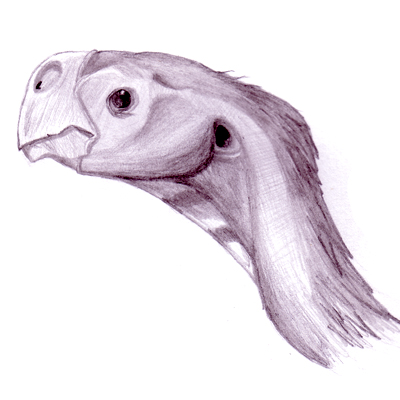

콩코랍토르는 가장 비슷한 공룡 오비랍토르처럼 이빨이 없고 크기가 작았다. 같은 부류(드로마에오사우루스과)에 속하는 다른 종류의 공룡들은6.5m 이상 자랐으나 콩코랍토르는 그것들의 3분의 1 정도 밖에 안 됐다. 콩코랍토르의 생김새는 오비랍토르와 비슷하면서도 달랐는데 이 공룡의 머리에는 볏이 없었고 두 손은 오비랍토르보다 진화가 덜 됐다. 콩코랍토르의 뼈들은 30년 이전에 처음 발견되었는데 그 당시 뼈들은 어린 오비랍토르의 것으로 발표되었다. 과학자들은 오비랍토르와 유사한 이 화석들이 새로운 종류의 것이며, 이미 다 자란 것 이란 것을 뒤늦게 깨달았다.